# Película de Zapruder
La película de Zapruder es una película casera muda, filmada en 8 mm en color por Abraham Zapruder, de la caravana presidencial de John F. Kennedy a través de la Plaza Dealey en Dallas, Texas, el 22 de noviembre de 1963. La filmación es la grabación más completa que se tiene del asesinato del presidente John F. Kennedy.

## Trasfondo

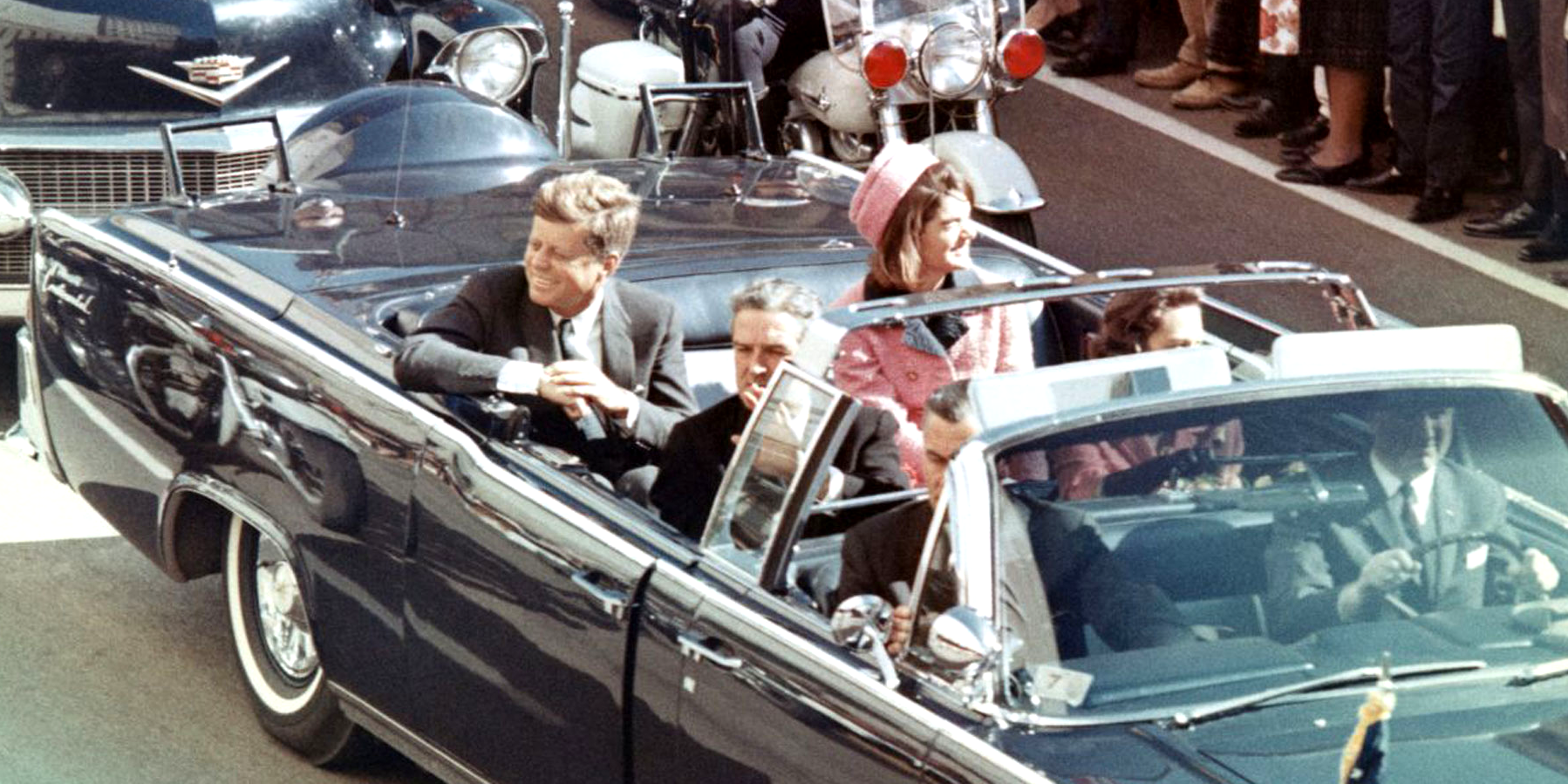
Caravana del presidente Kennedy con su esposa, Jacqueline, y el gobernador de Texas John Connally, minutos antes del asesinato.

Zapruder filmó la caravana presidencial con la ayuda de su recepcionista, Marilyn Sitzman, quien se encontraba junto a él sobre un pilar del lado oeste de la pérgola de hormigón en el John Neely Bryan, donde podía observarse la calle Elm Street, en la Plaza Dealey, Dallas, Texas, a las 12:30 p. m. del 22 de noviembre de 1963. La película muestra el asesinato desde que la limusina del presidente rodea la esquina de la calle Houston Street hasta que se pierde de vista bajo el triple paso de las vías del ferrocarril. De gran notoriedad es el disparo fatal que hiere a Kennedy en la cabeza cuando la limusina estaba cerca de la posición de Zapruder.